# Михайлівка (Звягельський район)
Миха́йлівка — село в Україні, у Звягельському районі Житомирської області. Населення становить 106 осіб. Входить до складу Барашівської сільської громади.

## Історія
У 1906 році — слобода Емільчинської волості Новоград-Волинського повіту Волинської губернії. Відстань від повітового міста 68 верст, від волості 28. Дворів 27, мешканців 384.
У 1954—59 роках — адміністративний центр Михайлівської сільської ради Ємільчинського району Житомирської області.

## Населення

### Мова
Розподіл населення за рідною мовою за даними перепису 2001 року:
| Мова       | Відсоток |
| ---------- | -------- |
| українська | 100%     |